# Oxyurichthys visayanus
Oxyurichthys visayanus är en fiskart som beskrevs av Herre 1927. Oxyurichthys visayanus ingår i släktet Oxyurichthys och familjen smörbultsfiskar. Inga underarter finns listade i Catalogue of Life.